# Amédée de Caranza
Pour les articles homonymes, voir Caranza.

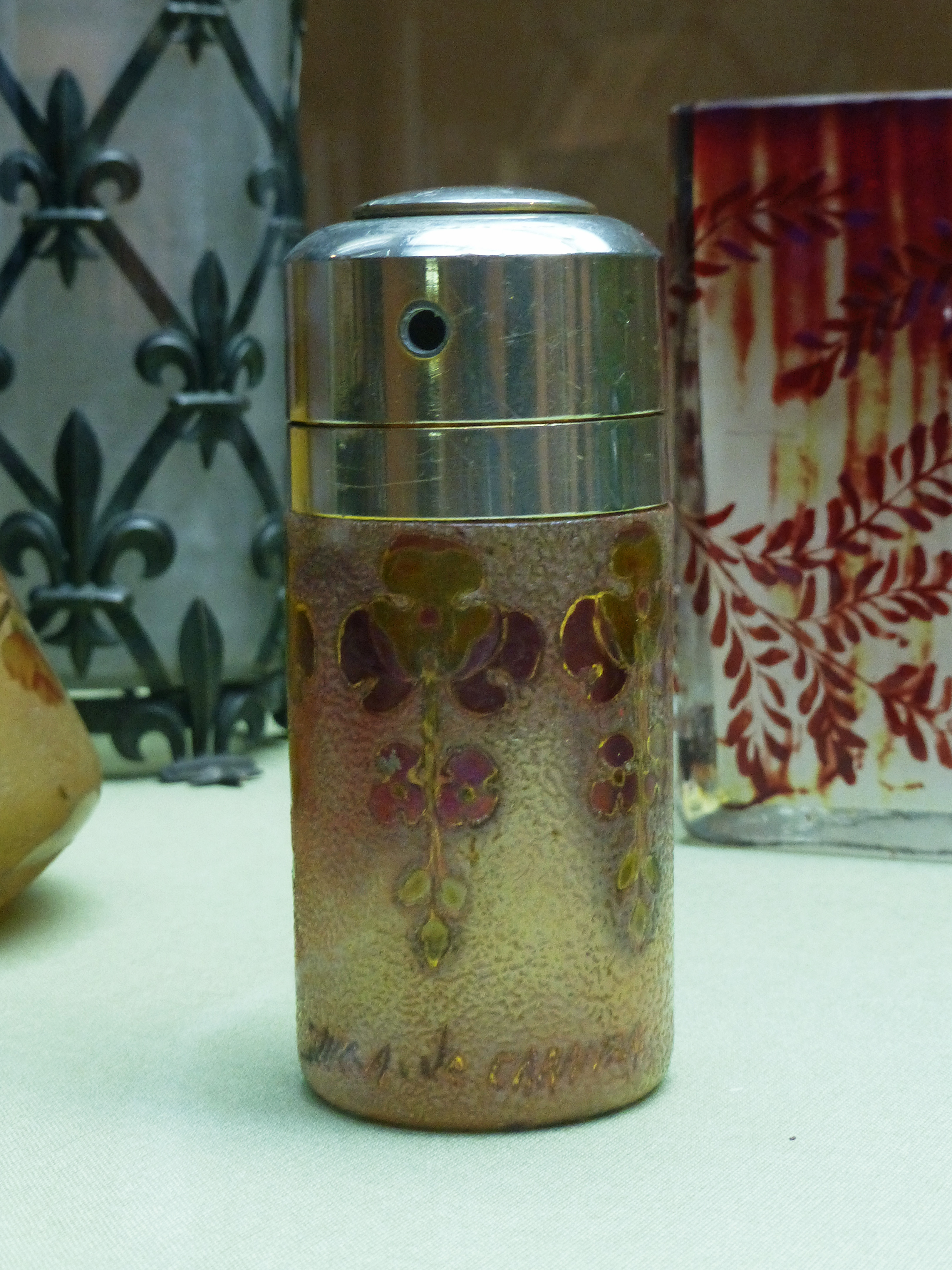
Vaporisateur en verre soufflé teinté (vers 1900)

Amédée de Caranza, né à Constantinople le 23 ou 29 juillet 1843 et mort à Suresnes (Hauts-de-Seine) le 20 mars 1914, est un céramiste et verrier français.

## Biographie
Amédée de Caranza est le fils d'Ernest Conrad de Caranza, ingénieur manufacturier qui fit une très belle carrière en Turquie et qui réalisa de nombreuses photos de ce pays. Il présente en 1856 un procédé de " fixage des épreuves positives au moyen de chlorure de patine " à l'Académie des Sciences de Paris. De retour en France l'année suivante, il fonde la Compagnie du Gaz Riche pour les petites usines.
Son frère aîné, Achille de Caranza, est quant à lui peintre. Les deux frères signant A. de Caranza avec un graphisme similaire, on a souvent attribué à Amédée les tableaux d'Achille.

### Son travail dans les différentes manufactures
La production d'Amédée de Caranza se caractérise par une double inspiration, islamique et japonisante - ce qui a pour conséquence qu'on a tendance à lui attribuer tout ce qui relève de ces deux styles, des décors traités selon la technique des émaux en relief dont Caranza est passé maître et dont il fut l'inventeur à la manufacture J. Vieillard & Cie. Le fait qu'il soit né en Turquie, où la céramique est très présente, ainsi que son association momentanée avec Léon Parvillée, peuvent expliquer son goût pour les décors islamiques. La tradition veut également qu'il ait été directeur des usines Mikado au Japon, ce qui semble improbable pour Claude Mandraut : la preuve en serait que dans son ébauche de petite annonce rédigée à New York, Caranza ne parle que de ses expériences dans les manufactures européennes.

#### Caranza, Parvillée et Cie
En 1867, le catalogue de l'Exposition universelle mentionne un atelier parisien nommé " Caranza, Parvillée et Cie ". Léon Parvillée (1830-1885) est un céramiste orientaliste qui pratique les émaux en relief, ainsi qu'un spécialiste de l'architecture et de la céramique turque : en 1863, il a mené une mission de restauration à Brousse, en Turquie. De retour de ce séjour, il s'installe à Paris où le rejoint Caranza. Cette collaboration influencera très certainement l'œuvre de Caranza.

#### Manufacture de Longwy
La manufacture de Longwy est aux mains de la famille d'Huart depuis 1835. Celle-ci, face aux importations toujours plus croissantes provenant de Chine et du Japon, aurait fait venir en 1872 Amédée de Caranza. Ce dernier aurait fait passer à l’échelle industrielle la technique de l'émail cloisonné, qui est devenue caractéristique des faïences émaillées de Longwy. Il y serait resté jusqu’en 1875.
Ce séjour de Caranza à Longwy est aujourd'hui réfuté par Jacques Peiffer, technicien de la céramique, directeur de la manufacture des Émaux de Longwy Saint Jean l'Aigle et auteur de nombreux ouvrages sur les émaux de Longwy. Jacqueline du Pasquier situe Caranza à Gien en 1870.

#### Manufacture de Creil-Montereau
La présence de Caranza à la manufacture de Creil-Montereau, en 1876 ou 1877, est attestée par une assiette portant sa signature. L'aile de l'assiette est décoré d'émaux en relief cerné de style turc, tandis que le centre est occupé par un décor peint, figurant un pêcheur qui semble chercher des huîtres perlières, ainsi qu'un second pêcheur entouré de poissons. Les motifs de ce décor central sont directement empruntés au livre I de la Manga d'Hokusai.

#### Manufacture J. Vieillard & Cie

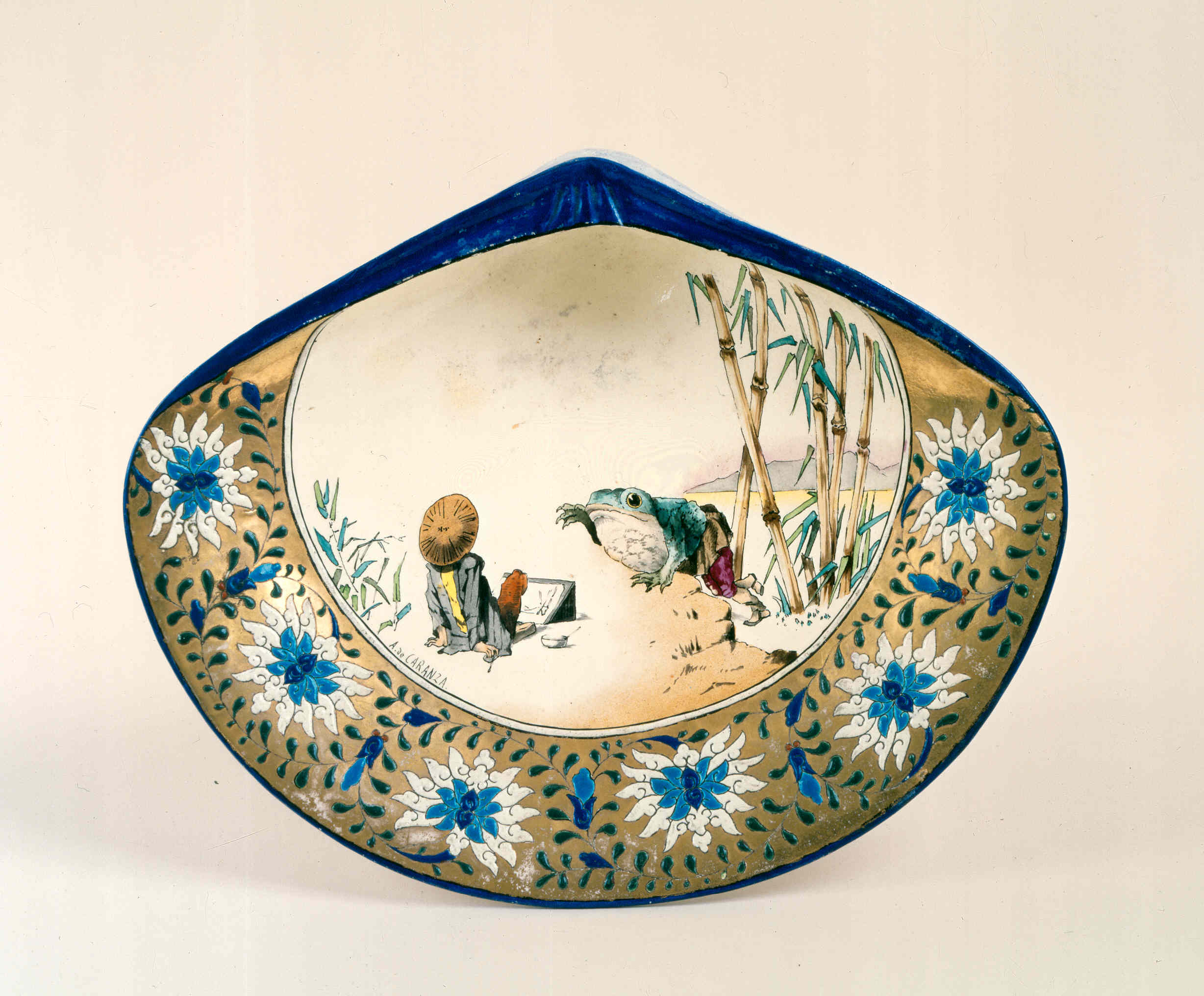
Amédée de Caranza, Plat à décor japonais, v. 1885, manufacture J. Vieillard & Cie, Bordeaux, Musée des arts décoratifs et du design (inv. 70.1.103)

Caranza arrive à la manufacture J. Vieillard & Cie juste avant l'Exposition universelle de 1878, en tant que chef d'atelier, c'est-à-dire responsable de la production. Il y a introduit la technique de l'émail cloisonné et réalise de nombreuses pièces à décor japonisant, à décor bleu. Des fours de la manufacture, on peut voir sortir des pendules en forme de portique japonais, ou de tambour surmonté d'un coq, des mandarins méditatifs. Ces pièces sont parfois recouvertes d'une glaçure bleu turquoise, semblable à celle qui fit le triomphe de Théodore Deck. D'autres pièces sont quant à elles de goût turc ou persan, ornées parfois d'inscriptions arabes, et imitent au plus près la céramique islamique. L'un des plus beaux exemples de ce goût pour l'Orient est la fontaine " persane ", qui triompha à l'Exposition universelle de 1878, à l'Exposition philomathique de Bordeaux de 1882 et sans doute à l'exposition d'Anvers en 1885, et que l'on attribue à Caranza. Son départ de la manufacture de Bacalan vers 1886 aurait pour origine un différend qui l'opposa aux frères Vieillard quant à l'utilisation de la poudre d'or. Après quoi, le céramiste ouvre son propre atelier où il se consacre au verre émaillé, 145 cours Balguerie. Il laisse à Edmond Chauffrey le soin de diffuser sa technique.
Dans son atelier bordelais, Caranza applique l'émaillage aux vitraux. Ces derniers ont l'avantage d'être visibles par réflexion la nuit et par transparence le jour.

#### Autres manufactures
Après son séjour à Bordeaux, qu'il quitte vers 1889, Caranza est à New York, de 1890 à 1893. Il collabore avec Clément Massier à Vallauris où il étudie les procédés d’irisation de la céramique par la maîtrise de la cuisson des oxydes métalliques en atmosphère réduite en oxygène. Mais c’est à Noyon, chez Henri Copillet et Cie qu’il rejoint en 1903 en tant que directeur artistique, qu’il applique  ces techniques d’irisation et de lustre métallique à la verrerie. Cette collaboration prend fin en 1906. Son œuvre en tant qu’artiste du verre est la plus largement connue, d’abord par l’aboutissement technique et l’élégance de ses fabrications, digne des meilleurs artistes de l’Art nouveau, et ensuite parce que ces productions sont signées de son nom. Son passage est également signalé à Venise, à la manufacture fondée en 1859 par Antonio Salviati, qui se spécialisait dans la fabrication de mosaïques en tesselles de verre. Caranza décède le 20 mars 1914 à Suresnes.

### Caranza, un chimiste-céramiste
Amédée de Caranza n'est pas un simple artisan : c'est aussi un chercheur scientifique, qui ne cesse de mettre au point de nouvelles formules. À l'âge de 25 ans, en 1868, Caranza dépose le brevet d'un " procédé de décoration des terres cuites en général, par l'application des émaux opaques ". En 1883, il dépose un brevet intitulé " Application des émaux de couleurs différentes à l'état de sablé sur le verre à vitre, la glace et en général sur tous les corps vitreux pour obtenir des effets décoratifs soit en transparence, soit en jour frisant, c'est-à-dire le dessin étant formé, poser des fonds différents et sablés pour avoir sur le même objet divers sujets, etc. ". Enfin, pour citer un dernier brevet parmi d'autres, il dépose en 1902 avec Mme Duc un brevet pour " la décoration de lampes électriques et, d'une façon plus générale, de toutes pièces en verre, cristal et autres matières transparentes " qui permettait d'obtenir un lustre métallique.  Un brevet pour le même procédé leur est accordé en Allemagne en 1904. Leur association et la signature qu’ils utilisent à cette période, Duc. A de Caranza, a pu faire penser parfois à un titre nobiliaire.

## Musées
- Musée des arts décoratifs et du design, Bordeaux
- Musée Saint-Jean l'Aigle, Longwy
- Musée d’Orsay, Paris
- Museum für Kunst und Gewerbe Hamburg
- Metropolitan Museum of Art, New York